# Kouarfa
Kouarfa è un arrondissement del Benin situato nella città di Toucountouna (dipartimento di Atakora) con 11.329 abitanti (dato 2006).